# Offensive de Trunajaya sur la côte nord de Java
L'offensive de Trunajaya sur la côte nord de Java désigne la conquête par le prince rebelle madurais Trunajaya des villes de la côte nord de Java entre octobre 1676 et janvier 1677 dans le cadre de sa révolte contre le sultanat de Mataram.
Après sa victoire à la bataille de Gegodog (au nord-est de Java) en octobre 1676, Trunajaya entame une marche vers l'ouest pour conquérir les villes restantes de la côte nord de Java (aussi désignée sous le nom de Pasisir, aujourd'hui faisant partie de l'Indonésie). En janvier 1677, presque toutes les villes côtières de Surabaya à Cirebon sont prises à l'exception de Jepara.

## Contexte
La révolte de Trunajaya débute en 1674 lorsque les forces de ce dernier mènent des raids contre les villes sous contrôle du Mataram. En 1676, une armée rebelle de 9 000 hommes envahit la partie orientale de Java depuis leur base de Madura et prennent Surabaya, la principale ville de la région, peu après. Le roi de Mataram Amangkurat Ier envoie une importante armée dirigée par le prince héritier (plus tard Amangkurat II) pour mettre fin à la rébellion, mais elle est écrasée le 13 octobre à la bataille de Gegodog au nord-est de Java. Après Gegodog, l'ensemble de la côte nord de Java est ainsi à la merci des forces de Trunajaya .

## Offensive
Les forces rebelles progressent rapidement vers l'ouest après leur victoire. Le littoral nord de Java, aussi appelée Pasisir, héberge de nombreuses villes marchandes, comme Surabaya (déjà prise par les forces de Trunajaya avant la bataille de Gegodog), Tuban, Juwana (id), Pati, Jepara, Semarang et Kendal (en).
Les forces de Trunajaya rencontrent la première resistance significative à Jepara. Pour faire face à la rebellion, Amangkurat y a nommé un militaire, angabei Wangsadipa, gouverneur pour surveiller l'ensemble de la côte nord,. Il renforce les défenses de la ville et installe des canons additionnels. Les défenseurs de Jepara profitent également de l'aide de la Compagnie néerlandaise des Indes orientales (VOC) dont une force de 200 hommes arrive « juste à temps »,. Les forces rebelles arrivent le 20 novembre 1676 et débutent le siège de la ville,. Les forces jointes du Mataram et de la VOC en défense, ainsi que les tensions entre les troupes maduraises et macassaroises des attaquants, entraînent finalement l'échec de l'attaque,,
Après cet échec devant Jepara, les capitaines de Trunajaya, dont les forces sont grossies par des transfuges javanais attirés par le butin, attaquent d'autres villes le long de la côte. Plusieurs de ces villes ont vu leur fortifications démantelés pendant ou après leur conquête par le sultan Agung du Mataram cinq décennies auparavant, facilitant ainsi les attaques. Les villes marchandes sont laissées en ruines et les navires réquisitionnés pour mener de nouvelles attaques. Pour l'historien néerlandais H. J. de Graaf (en), les troupes du Mataram mènent une défense « courageuse » à Kudus et Demak, mais échouent finalement à repousser leur attaquant. Le 5 janvier 1677, Trunajaya atteint Cirebon à l'ouest et prend la ville, après que d'autres villes, excepté Jepara, ait été prises ou forcées à prêter allégeance à Trunajaya,. Les forces de la VOC dans leur quartier-général à Batavia empêchent une progression des rebelles encore plus à l'ouest.